# 松尾真之介
松尾 真之介（まつお しんのすけ、1996年4月21日 - ）は、神奈川県横浜市出身の日本の音楽プロデューサー、作曲家、編曲家である。

## 経歴
中学3年生の頃、友人からバンドに誘われたことをきっかけに本格的に音楽の道を志す。
その後洗足学園音楽大学に入学。同大学ではポップス、クラシックの作曲・編曲、映画音楽分析、プロデユーサー論なども学びつつ、それらと並行しながら外部の仕事も引き受け在学中よりプロとしての活動を始める。
現在に至るまで映画音楽、テレビドラマ、CM音楽など劇伴・付随音楽の作曲家として活動する。

## 音楽作品
- 2017年
  - 飯野歩監督作品『落研冒険支部』[2]
  - 松本花奈監督作品 『スクールアウトサイダー』
  - 第30回東京国際映画祭 『過ぎて行け、延滞10代』[3]
  - つりめ 音楽プロデュース
  - アバンティーズ 音楽プロデュース
- 2018年
  - シンガーソングライターLUNO『24時になる前に』
  - NHK BSプレミアム『#新日本いいね 福島県三島町編』
  - CanCam2019年2月号スペシャル動画 『LOVE VIDEO!』
  - 「21世紀の女の子」松本花奈監督『愛はどこにも消えない』
  - 本田翼主演　橋爪駿輝原作『楽しかったよね』[4]
- 2019年
  - フジテレビ系列ドラマ『平成物語2』
  - 東京タワーCM『天の川イルミネーション&CITY RIGHT FANTASIA』
  - 今泉佑唯主演　SHISHAMO主題歌　短編映画『またね』[5]

- 2020年 
  - 前田聖来監督『涙のぶんだけ、うるおして』
  - 太郎あげあげ3rd single『らすときす』
  - Xperia5『Pursue your passion』[6]
  - JOYSOUND『感染予防対策』

- 2021年 
  - 花譜 『形を失った世界で僕らは』
  - 日向坂46 5thシングル『君しか勝たん』小坂菜緒 個人PV
  - LINE VISION ドラマ『#love_delusion』
- 2022年 
  - テレビ東京ドラマ『北欧こじらせ日記』[7] 
  - 資生堂webムービー『SHISEIDO’S UBB STORY』
  - 高田夏帆 『今日だけは思い出していい？』[8]
- 2023年 
  - テレビ東京ドラマ 『かっこいいスキヤキ』[9]
  - BS-TBSドラマ『僕らの食卓』[10]
  - Lemino 『The FACE ~100まで愛して~』
  - 富士葵 『Bouquet』(作詞作曲)
  - MBSドラマシャワー『４月の東京は...』[11]
- 2024年 
  - BS朝日ドラマ 『タカラのびいどろ』
  - テレビ東京 BUMPドラマ『ぼくとぼくの好きな彼と、君と。』
  - 『忘れ花 (feat. ちゃん)』(作詞作曲)